# Indira Nath
Indira Nath (Nueva Delhi, 14 de enero de 1938-24 de octubre de 2021) fue un inmunóloga india ganadora del Premio L'Oréal-UNESCO en 2002.
Su contribución a la ciencia versa sobre los mecanismos de deficiencia inmunitaria en  humanos, las reacciones, los daños nerviosos en la lepra y la investigación de señales de vitalidad del Mycobacterium leprae. Se ha especializado en inmunología, patología, biotecnología médica y enfermedades contagiosas.

## Carrera
Se graduó en Medicina y cirugía en la All India Institutes of Medical Sciences (AIIMS) de Nueva Delhi. Allí se especializó en patología después de un periodo de residencia en Reino Unido. En los años 70 India registró 4.5 millones de casos de lepra, la mayor incidencia mundial.
En 1970 estaba becada en Reino Unido. Fue entonces cuando se especializó en inmunología. Trabajó en el campo de las enfermedades infecciosas, en particular la lepra, junto con el profesor John Turk en el  Royal College of Surgeons of England y el doctor RJW Rees en el National Institute for Medical Research de Londres.
Comprendió la importancia de adquirir experiencia en el extranjero pero, al mismo tiempo, no quiso abandonar India. Así, junto con su marido, decidió regresar a principios de los años 70.
Allí se unió al Departamento de Bioquímica del profesor Gursaran Talwar del AIIMS de Nueva Delhi, que recién había empezado una investigación inmunológica en India. Más tarde, en 1980, se transfirió al Departamento de Patología y en 1986 fundó el Departamento de Biotecnología. SE jubiló en  1998 pero continuó  trabajando en AIIMS como docente investigadora.
Fue una de los cien científicos reunidos por Rajiv Gandhi cuando fue nombrado primer ministro como consultores  para mejorar la ciencia india.
Recibió un doctorado en ciencias de la Universidad Pierre y Marie Curie de París en 2002. Fue invitada para el puesto de Decana de la Universidad AIMST en Malasia y también como Directora del Centro de Investigación Blue Peter de Hyderabad.

### Investigación
Su trabajo trata sobre la respuesta inmunológica celular en la lepra, así como el daño nervioso en el ámbito de esta misma enfermedad. También ha buscado indicadores de supervivencia del bacilo de la lepra.
Ha publicado más de 120 trabajos, revisiones, comentarios, opiniones sobre recientes desarrollos de crónica internacional. Su descubrimiento y su trabajo representan un contribución significativa al desarrollo del tratamiento y de la vacuna contra esa enfermedad.
En 1982, cuando la Organización Mundial de la Salud introdujo en India la terapia Multe Drug, la tasa de incidencia de la enfermedad bajó de 57,8 / 10.000 en 1983 a menos de 1 / 10.000 a finales de 2005.

## Reconocimientos
- JALMA Trust Oration (ICMR, 1981)
- Premio Shanti Swarup Bhatnagar para la ciencia y la tecnología (Gobierno de India, 1983)
- Premio Kshanika (ICMR, 1984)
- Primer Premio Nitya Anand Endowment Lecture (INSA,1987)
- Premio Clayton Memorial Lecture (1988)
- Premio Om Prakash Bhasin (1990)
- Basanti Debes Amir Chand Award (ICMR, 1994)
- Premio Cochrane Research (Gobierno de Reino Unido,1995)
- RD Birla Award (1995)
- Padma Shri (Gobierno de India, 1999)
- Premio L'Oréal-UNESCO a Mujeres en Ciencia (2002)
- Chevalier Ordre National du Merite (Francia, 2003)
- Silver Banner (Toscana, Italia, 2003)